# Петрушов Володимир Миколайович
Петрушов Володимир Миколайович (1947) − український вчений, доктор філософських наук, професор, завідувач кафедри філософії та соціології Українського державного університету залізничного транспорту. Напрямок наукових зацікавленостей: історія філософії, філософія релігії, філософська антропологія, філософія культури.

## Біографія
Народився у місті Ізюмі Харківської області 7 грудня 1947 року. У 1975 році закінчив філософський факультет Київського національного університету імені Тараса Шевченка та отримав спеціальність філософ, викладач. Був направлений на посаду асистента на кафедру філософії і наукового комунізму Харківського інституту інженерів транспорту (ХііТ). З 1978 по 1981 р.р. навчався у очній аспірантурі філософського факультету Ленінградського державного університету ім. А. А. Жданова на кафедрі історії марксистсько-ленінської філософії, де захистив у 1981 році кандидатську дисертацію. Після повернення в ХііТ працював на кафедрі філософії і наукового комунізму ст.викладачем, доцентом. З 2010 року очолює кафедру філософії та соціології УкрДУЗТ. У 2009 році під керівництвом професора Петрушова групою науковців була виконана держбюджетна науково-дослідна робота «Філософське та науково-методологічне дослідження теоретичних засад прийняття оптимальних рішень персоналом структур та підрозділів залізничного транспорту в умовах значного зростання інтенсивності руху поїздів» № держреєстрації 0109Н001180.

## Творчий доробок
У 2007 році опублікував монографію «Європрейський адогматизм: історико-філософська ретроспектива, сучасні інтенції», де вперше запропонував і обґрунтував концепцію європейського адогматизму, а також розробив основні положення теорії інтегрального раціоналізму, шляхом витлумачення віри як інтелехії розуму. У 2012 році заснував серію «Філософська класика в українському перекладі». Переклав з російської на українську видав таких авторів: Лев Шестов «Апофеоз безпідставності»; Франк С. Л. «Незбагненне»; Бердяєв Микола «Філософія свободи. Сенс творчості. Самопізнання»; Лосський Микола «Обгрунтування інтуїтивізму. Світ як органічне ціле».
У 2013 році у співавторстві видав навчальний посібник: В. М. Петрушов, І. В. Толстов. «Філософія. Нормативний курс» з грифом Мінвузу України. Бере активну участь у конференціях різного рівня на Україні. З 2012 року кафедра проводить на базі Лиманської філії щорічні міжнародні конференції «Людина, суспільство, комунікативні технології». На сьогодні є автором близько200 публікацій, як у фахових, так і спеціалізованих журналах України, у часописах вишів Києва, Харкова, Дніпропетровська, Львова, Полтави, Сімферополя, Дрогобича.
Член спеціалізованої вченої ради Д 6405106 на філософському факультеті ХНУ ім. В. Н. Каразіна.
У 2017 році опублікував у співавторстві «Онтологический очерк о настоящем и грядущем мире» под названием «Образ будущего». З січня 2017 року здійснює керівництво ініціативно-пошуковою науково-дослідною роботою «Філософське та науково-практичне дослідження конструктивних можливостей інтегрального раціоналізму для створення сучасних та надсучасних когнітивних технологій забезпечення прийняття рішень персоналом структур та підрозділів залізничного транспорту в умовах зростання інтенсивності руху поїздів».